# Carex alluvialis
Carex alluvialis là một loài thực vật có hoa trong họ Cói. Loài này được Figert mô tả khoa học đầu tiên năm 1907.